# Múscul infraspinós
El múscul infraespinós (musculus infraspinatus) és uns dels músculs que formen part del conjunt muscular anomenat manegot dels rotatoris. És un múscul que s'origina en la fossa infraspinosa, que ocupa totalment, i des d'aquí el seu tendó es dirigeix a la cara posteroexterna del tubercle major de l'húmer, més conegut com a tròquiter; més concretament, en la faceta més externa del tròquiter. Aquest múscul és superficial però està cobert per una forta fàscia que l'empeny contra l'escàpula. La inserció trapezoidal de la infraespinós a l'húmer és molt més gran que la inserció equivalent del supraspinós.
S'origina en els dos terços interns de la fossa infraspinosa de l'escàpula, i s'insereix en la tuberositat major de l'húmer, per darrere del múscul supraspinós.
És innervat pel nervi suprascapular, que prové de les branques C5 i C6 del plexe braquial. És irrigat per l'artèria suprascapular.
Té la funció de rotador extern, regulador i té poca capacitat d'abducció.

## Imatges

Diagrama de l'articulació de l'espatlla. Vista posterior.
Animació.Posició del múscul infraspinós (en vermell).
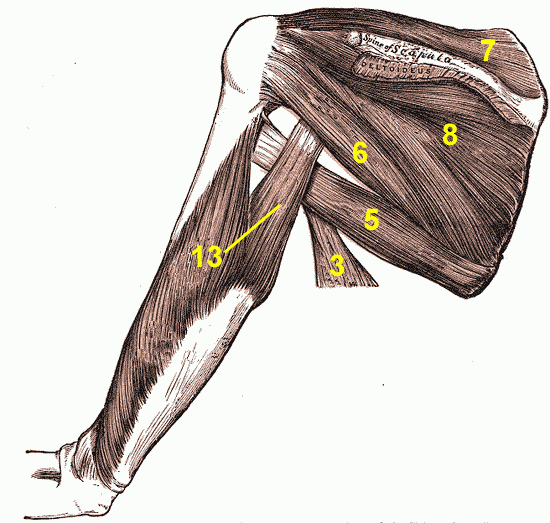
Els músculs del dors de l'escàpula. L'infraespinós s'indica amb el 8 (vista posterior).
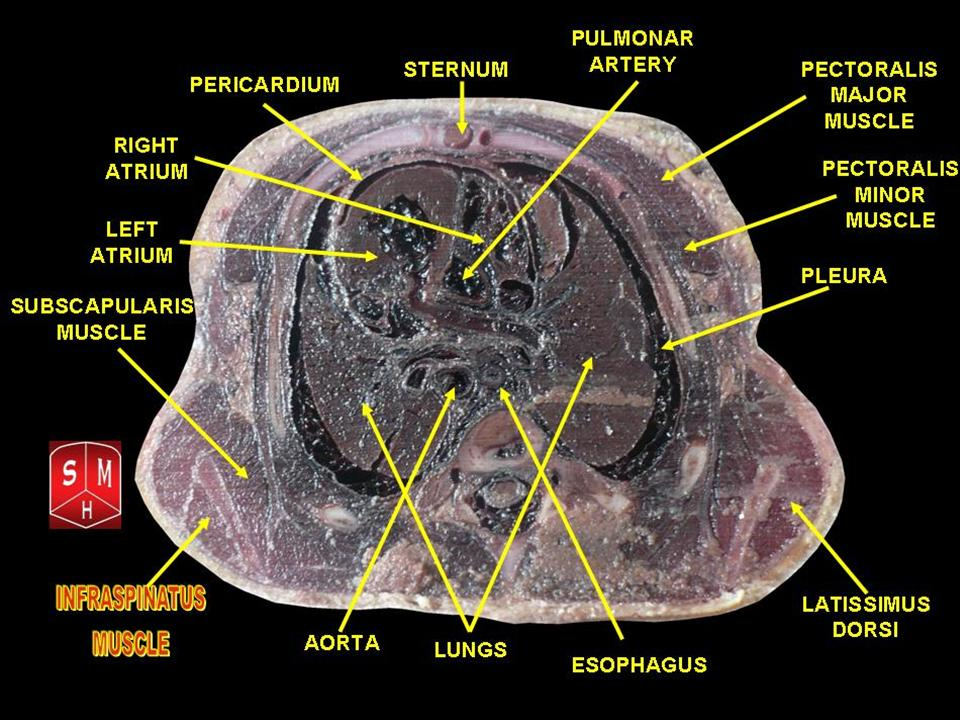
Múscul infraspinós

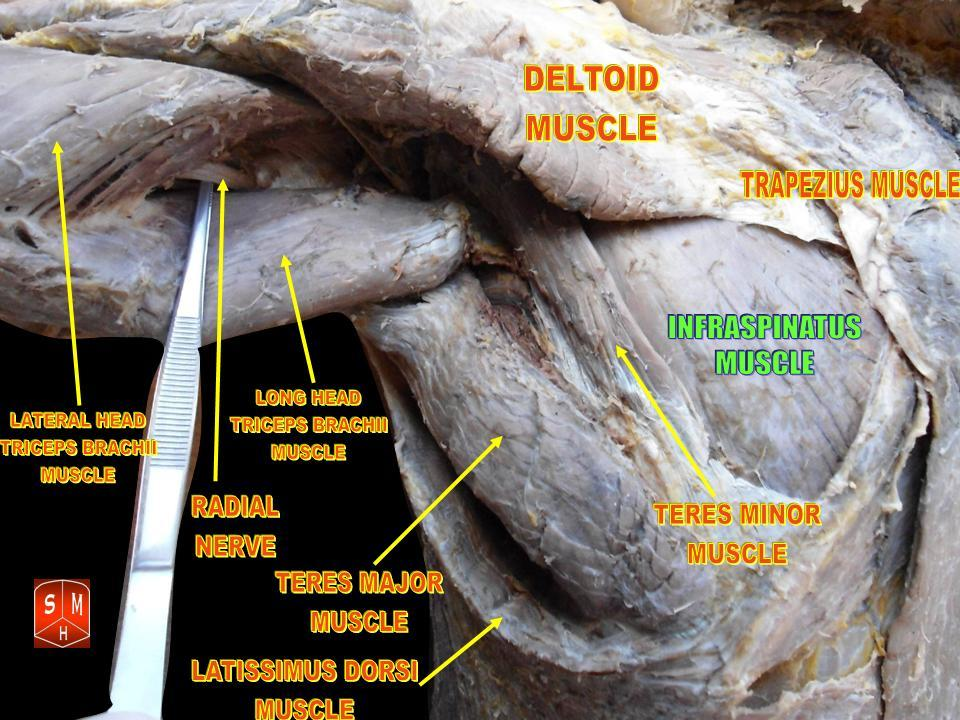
Múscul infraspinós
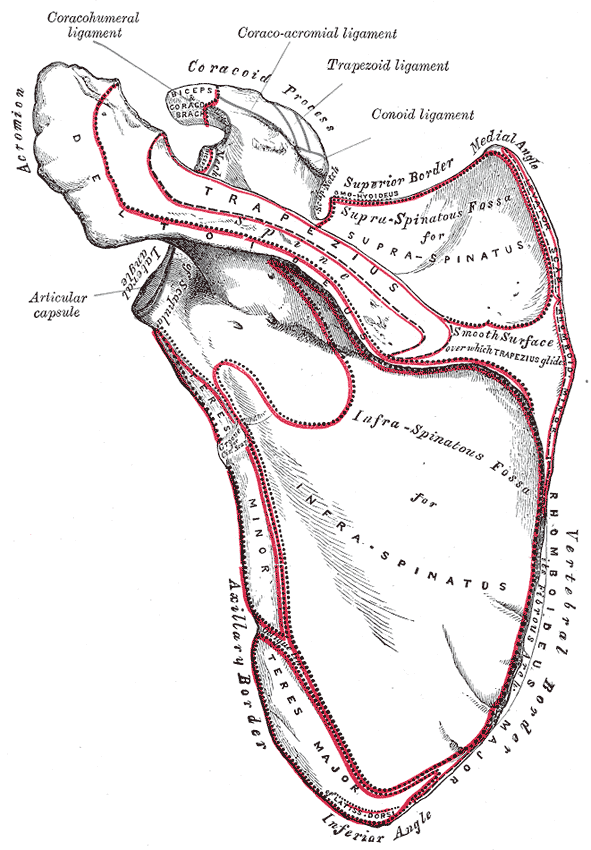
Escàpula esquerra. Superfície dorsal.
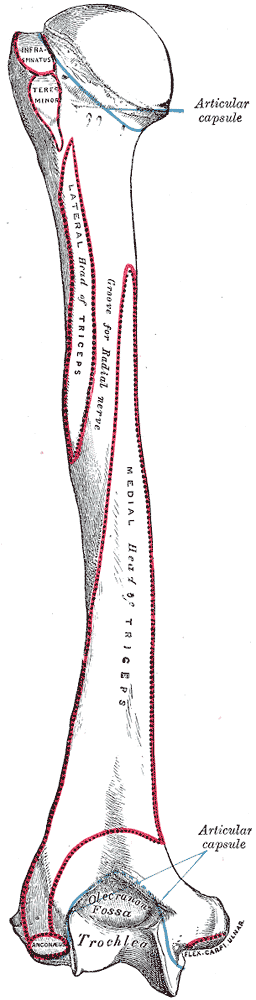
Húmer esquerre. Vista anterior.